# الكتابة عن الطعام
الكتابة عن الطعام هو نوع من الكتابة التي تركز على موضوع الطعام بمفهومه العام والمتخصص ويشمل أعمال لنقاد في مجال الطعام ومؤرخين في مجال الأغذية.

## التعريف
يتناول الكتاب في هذا المجال الطعام باعتباره مادة وظاهرة ثقافية. بحيث يشرح الكاتب الأمريكي جون تى أدج المختص في الكتابة عن الطعام كيفية تناول الكتاب في هذا المجال الموضوع، مشيرًا: «أن الطعام ضروري للحياة. ويمكن القول أنه أكبر صناعة في البلد. فالطعام وليس الجنس هو أكثر الملذات التي ننغمس فيها مرارًا وتكرارًا. ويعد الطعام – الزائد عن الحد أو غير الكافي أو الخطأ أو المتكرر بشكل خاطئ – أحد أكبر مسسببات الأمراض والوفاة في مجتمعنا.»  بينما ربط مارك كارلانسكى وهو كاتب أمريكي آخر متخصص في الكتابة عن الطعام، تصور الطعام مباشرة بالكتابة عن الطعام وأشار إلى موضوع الطعام ونطاقه عندما لاحظ: «أن الطعام يتناول الزراعة والبيئة وعلاقة الإنسان بالطبيعة وعلاقته بالمناخ وببناء الأمم والصراعات الثقافية والأصدقاء والأعداء والحلفاء والحروب والدين. فهو الذكريات والتقاليد وفي بعض الأحيان يكون هو الجنس».
لأن الكتابة عن الطعام من الموضوعات المحورية، فإنها لا تعبر عن نوع فني في حد ذاتها، ولكنها تمثل نوعًا من الكتابة يستخدم نطاقًا عريضًا من الأنواع التقليدية والتي تشمل الوصفات والصحافة والمذكرات وقصص الرحلات. بحيث يمكن لكتاب الطعام الاسترشاد بالشعر والروايات مثل الفقرة المشهورة في رواية ماركوس بروست (البحث عن الزمن المفقود) والتي يسترجع فيها الكاتب ذكريات طفولته وذلك عند احتسائه الشاي أو تناوله فاكهة المادلين، أو قصيدة روبرت برنز «إلى الطعام الإسكتلندي» (Address to a Haggis) عام 1787. كما اشتهر شارلز ديكنز بأنه الروائى يكتب بشكل بارز عن الطعام مثل: قصة ترنيمة عيد الميلاد عام 1843.
على الرغم من ذلك، فإنه في الغالب تستخدم الكتابة عن الطعام لتحديد الكتابة التي تتناول الطعام بشكل أدبى مثل وصف الكاتبة الأمريكية المعروفة أم أف كي فيشر المتخصصة في الكتابة عن الطعام، كتابتها كما يلي:
في رأي هناك ثلاث احتياجات أساسية: الحاجة إلى الطعام والحاجة إلى الأمن والحاجة إلى الحب. وهى احتياجات تختلط وتتشابك وتمتزج بحيث إننا لا نستطيع بصراحة التفكير في إحداهم دون التفكير في الحاجتين الأخريين. لذا فإنني عندما اكتب عن الجوع، فأنا في الحقيقة أكتب عن الحب والتضور جوعًا لهذا الحب والدفء والاشتياق له والتوق له...... ثم إشباع الدفء والغنى والحقيقة الجميلة للجوع وكلهم شئ واحد.
ومن هذا المنظور الأدبي، فإن الكتابة عن الطعام تستهدف أكثر من مجرد توصيل معلومات عن الطعام، فهى تهدف إلى تزويد القراء بتجربة جمالية. وقد قسم آدام جوبنيك - كاتب أمريكي آخر في هذا المجال - الكتابة عن الطعام إلى جزئيين، هما: «الملحمة الساخرة والعالم الصغير الصوفى» (Mock Epic and the Mystical Microcosmic) وقدم الأمثلة على أشهر الممارسين لهما:
فالملحمة الساخرة (ومن كتابها أي جى ليبلينج وكافلين تريلين والكاتب الفرنسي روبرت كورتين وأي ناقد طعام جيد) في المقام الأول عمل ساخر يتعامل مع طموحات الشخص الأكول الشره على أنها كبيرة ونبيلة، منتحلا فكرة البطولة مع إعلاء الموضوع الصغير ليكون عظيمًا ولو بشكل مؤقت. أما العالم الصغير الصوفي وأقطابه كل من إليزابيث ديفيد وأم أف كى، فيشر في الواقع إلى عمل شعرى يحول كل وصفة معروفة لتأمل في الجوع وفي سرعة زوال الشبع. ومن الكتاب المعاصرين المعنيين بالطعام روث رايخى وباتى ماكدونلدز وجيم هاريسون.
تعتبر «الكتابة عن الطعام» كمصطلح نسبيًا وصفًا جديدًا. بدأ استخدامه بصورة كبيرة في تسعينات القرن الماضي. إلا أنها على عكس الكتابة الرياضية والكتابة عن الطبيعة لم يتم إدراجها في قاموس أكسفورد الإنجليزي. وبالتالى، فإن تعريفات الكتابة عن الطعام عندما يتم تطبيقها على الأعمال التاريخية تكون بأثر رجعي. فالأعمال الكلاسيكية في الكتابة عن الطعام مثل الواردة بكتاب (نفسية التذوق) لمتذوق الطعام الفرنسى جين أنسليم بريلي سافرين في القرن الثامن عشر أرخت المصطلح وساعدت في تكوين معناه.

## المجال الأكاديمى
حصل ميشيل بولان على لقب الأستاذية (Knight Professorship) في العلوم والصحافة البيئية من جامعة كليفورنيا بمدينة بركلى. كما ترأس منذ عام 2013 برنامج المنح الدراسية الحادى عشر لصحافة الاغذية والزراعة.
في عام 2013، بدأت جامعة جنوب فلوريدا بمدينة سانت بيترزبرج برنامجًا للحصول على شهادة تخرج في الكتابة عن الأطعمة والتصوير الفوتوغرافيً والذي صممته كاتبة الطعام جنيت كي كيلر والرحلات بجريدة تامبا باى تاميز.